# 닌자 거북이 TMNT
《닌자 거북이 TMNT》(영어: TMNT, Teenage Mutant Ninja Turtles의 줄임말)는 2007년 공개된 미국의 애니메이션 슈퍼히어로 영화이다. 닌자 거북이 영화 프랜차이즈의 첫 번째 애니메이션 영화이며, 크리스 에번스, 세라 미셸 겔러, 케빈 스미스, 패트릭 스튜어트, 장쯔이 등이 목소리 출연하였다.

## 줄거리
고대 시대, 야오틀이라는 장군이 평행 우주로 통하는 문을 열어 불멸을 얻고 자신의 네 장군을 석화시킨다. 이 문을 통해 13마리의 불멸의 괴물들이 나타나 야오틀의 군대와 적들을 모두 파괴하고, 시간이 지나면서 신화 속 괴물로 알려지게 된다.
현대, 닌자 거북이들은 숙적인 슈레더를 물리친 후 서로 멀어진다. 스플린터 사부는 레오나르도를 훈련을 위해 중앙아메리카로 보내고, 그곳에서 레오나르도는 마을의 수호자가 되어 “정글의 유령”이라고 불린다. 도나텔로는 정보 기술 전문가로 일하고, 미켈란젤로는 “카워벙가 칼”이라는 이름으로 생일 파티 공연자로 활동하며, 라파엘은 “나이트워처”라는 가면을 쓴 자경단원으로 비밀리에 범죄와 싸운다. 거북이들의 오랜 친구인 에이프릴 오닐은 유물 수집가들을 위한 운송 회사를 운영하며, 남자친구 케이시 존스가 이를 돕는다.
에이프릴은 업무차 중앙아메리카를 방문한 후 레오나르도에게 형제들이 뿔뿔이 흩어졌다고 알린다. 그녀는 부유한 사업가 맥스 윈터스를 위해 조각상을 가지고 뉴욕으로 돌아온다. 윈터스는 슈레더의 부관이었던 커라이와 풋 클랜을 고용하여 문이 다시 열리기 전에 13마리의 괴물을 찾게 한다. 케이시는 라파엘의 이중 신분을 알아내고 그와 함께 범죄자들을 추적한다. 윈터스는 사실 야오틀이었고, 자신의 회사에서 만든 기술로 석화된 네 장군을 되살린다.
레오나르도는 거북이들의 은신처로 돌아오지만, 스플린터는 하나의 팀으로 움직일 수 있을 때까지 거북이들이 범죄와 싸우는 것을 금지한다. 훈련 중 거북이들은 스플린터를 거역하고 13마리 괴물 중 하나인 빅풋과 싸우다가 풋 클랜과 충돌한다. 빅풋은 결국 야오틀의 장군들에게 잡힌다. 스플린터는 다음 날 거북이들을 꾸짖고, 풋 클랜과 장군들은 괴물 9마리를 더 잡는다. 이후 라파엘과 케이시는 흡혈귀 서큐버를 마주친 뒤 서큐버를 포획하는 장군들에게 발각된다. 마취총에 당한 라파엘은 정신을 잃고, 케이시와 에이프릴은 그를 돌보는 한편 이 사실을 다른 거북이들에게 알리고, 이들은 야오틀의 정체를 파악하게 된다. 깨어난 라파엘은 행동을 촉구하지만, 레오나르도는 스플린터의 허락을 받아야 한다고 주장한다. 좌절한 라파엘은 혼자 조사하기로 한다.
도나텔로는 문이 윈터스의 타워에서 열릴 것이라는 것을 알게 되고, 스플린터는 레오나르도에게 라파엘을 찾으라고 지시한다. 야오틀은 저주를 깨고 장군들을 인간으로 되돌리려는 계획을 밝히지만, 장군들은 야오틀을 배신하고 불멸을 유지할 음모를 꾸민다. 라파엘은 나이트워처로서 괴물 저지 데블과 싸워 이를 물리친다. 레오나르도는 라파엘을 불량배로 착각하고 그를 쫓아가다가 싸우게 되고, 이 과정에서 나이트워처가 라파엘임을 알게 된다. 라파엘은 분노에 차 레오나르도를 거의 죽일 뻔하지만 죄책감에 도망친다.
장군들은 저지 데블을 포획하는 한편 약해진 레오나르도를 13번째 괴물로 대체하기 위해 납치하고, 라파엘은 레오나르도를 구하러 간다. 문이 열린 뒤 야오틀은 장군들의 배신에 충격을 받는다. 스플린터, 거북이들, 케이시, 에이프릴은 풋 클랜과 싸우며 타워에 도달하고 야오틀의 진정한 의도를 알게 된다.
야오틀을 배신하는 것을 거부한 커라이와 풋 클랜은 에이프릴, 케이시와 협력하여 마지막 괴물인 바다 괴물을 찾고, 거북이들은 장군들과 싸운다. 스플린터와 야오틀은 문에서 나오는 괴물들을 막는다. 에이프릴, 케이시, 커라이는 바다 괴물을 타워로 데려오고, 이 괴물은 막무가내로 돌진을 시작한다. 야오틀이 거북이들을 옆으로 밀어 내 이들을 구한 뒤 괴물이 장군들과 충돌한다. 문 안으로 밀쳐진 장군들은 비명을 지르며 인간으로 변해 버리고, 문이 닫힌다.
커라이는 거북이들에게 즐길 수 있을 때 승리를 만끽하라고 경고하면서 슈레더의 귀환을 암시한 뒤 사라진다. 보통 인간이 된 야오틀은 모두에게 감사를 표하고 공중에서 흩어져 사후 세계로 넘어간다. 그의 투구는 라파엘의 나이트워처 헬멧, 미키의 카워벙가 칼 탈과 함께 스플린터의 트로피 컬렉션에 합류한다. 뉴욕의 수호자 역할로 돌아온 라파엘은 거북이들이 언제나 형제일 것임을 재확인한다.

## 목소리 출연
- 제임스 아널드 테일러 - 레오나르도 역
- 놀런 노스 - 라파엘 / 나이트워처 역
- 마이키 켈리 - 미켈란젤로 역
- 미첼 휫필드 - 도나텔로 역
- 크리스 에번스 - 케이시 존스 역
- 세라 미셸 겔러 - 에이프릴 오닐 역
- 마코, 그레그 볼드윈 - 스플린터 역
- 케빈 스미스 - 식당 요리사 역
- 패트릭 스튜어트 - 맥스 윈터스 역
- 장쯔이 - 커라이(가라이) 역
- 로런스 피시번 - 해설
- 케빈 마이클 리처드슨 - 아길라 장군 역
- 폴라 마티올리 - 세르피엔테 장군 역
- 프레드 태터쇼어 - 가토 장군 역
- 존 디매지오 - 산티노 대령 역

## 기타 제작진
- 라인 제작: 마이클 J. 아널드
- 공동 제작: 필릭스 입
- 배역: 돈 허시
- 미술: 사이먼 머턴